# Miguel de Moncada
Miquel de Montcada (Valencia, c. 1535- Zaragoza, 29 de marzo de 1612) fue un militar y hombre de estado español. Participante en las guerras italianas, lugarteniente de don Juan de Austria en la guerra de Granada y en la batalla de Lepanto, virrey de Mallorca y de Cerdeña.

## Origen y Familia
Perteneciente a la noble casa de los Montcada, de origen catalán afincada en Valencia.
Era hijo de Guillén Ramón de Montcada (c. 1485 - ¿), señor de Villamarchante y de doña Constanza Bou (c. 1505 - ¿).
Casó dos veces: la primera sin sucesión con doña Esparanza Ladrón en 1538; la segunda con doña Luisa Bou, VII señora de la Baronías de Callosa d'en Sarriá y Tárbena, con la que tuvo como hija a Catalina de Montcada y Bou (c. 1560 - 1617). Ésta, que casó con el sobrino de don Miguel (llamado Gastón de Montcada, marqués de Aitona), heredó el título de señora de Villamarchante y de Callosa d'en Sarriá y Tárbena.

## Biografía
En 1557 cayó prisionero de los franceses en los reencuentros tras la Batalla de San Quintín. No obstante y conociendo que pertenecía la importante Casa de Moncada, de quien ellos avenían, tanto Don Antonio de Borbón, su mujer Juana de Albret (señora de Bearne) y el Rey de Francia pagaron su rescate a quien le pertenecía, agilizando así su libertad.
Participó en la rebelión de Las Alpujarras (1568-1571) y posteriormente, ya siendo ascendido a Maestre de Campo, pasó a Italia con su tercio (conocido como Tercio de Moncada) en 1571, siendo inmediatamente nombrado por el rey Felipe II consejero de Don Juan de Austria.
Destinado en la galera real de su alteza Don Juan de Austria junto a otros consejeros y Maestres De Campo como Lope de Figueroa o Bernardino de Cárdenas, participó junto a su Tercio en la Batalla de Lepanto (1571).
El Tercio de Moncada se componía de diez compañías, reclutadas primero para la Guerra de las Alpujarras en el interior de Castilla y, más tarde (1571), para la Batalla de Lepanto, en Valencia. Una de estas Compañías, la del capitán don Diego de Urbina, era donde se encuadraba Miguel de Cervantes junto a su hermano Rodrigo, compañía mayoritariamente compuesta por valencianos, como don Miguel de Moncada y el mismo Cervantes. Tras la Batalla de Lepanto, en 1572, la mayor parte de los restos de su Tercio se incorporan al Tercio Costa de Granada (ya llamado Tercio de la Liga), incluyendo a la Compañía donde se encontraba Miguel de Cervantes.
Es reconocido por su acierto y valor en la Batalla de Lepanto. Don Miquel de Montcada entregó al convento de Nuestra Señora del Remedio (Valencia) la “aljubla de tela de oro de Alí Baxa, general de la armada Otomana y un estandarte de seda de una galera de la naval” como trofeos de la Batalla.
Tras ésta, y una vez don Juan de Austria llega a Mesina, es licenciado por Orden Real (1572), pero continúa como su consejero , participando a continuación en el asedio de Navarino.
En 1575 fue nombrado capitán General de las Baleares (Reino de Mallorca).  En 1578 y, por segunda vez, en 1586, fue nombrado con el mismo cargo en el Reino de Cerdeña, permaneciendo allí hasta 1590. Durante aquel tiempo se dedicó a fortificar la isla y prepararla para el ataque de los corsarios berberiscos.
| Predecesor: Juan de Urriés                            | Virrey de Mallorca 1575 - 1578           | Sucesor: Antonio de Oms                          |
| Predecesor: Jerónimo de AragallGaspar Vicente Novella | Virrey de Cerdeña 1578 - 15841586 - 1590 | Sucesor: Gaspar Vicente NovellaGastón de Moncada |